# Кандыбин, Борис Григорьевич
Борис Григорьевич Кандыбин (5 августа 1920, с. Айдар, Воронежская губерния — 28 сентября 1993, Москва) — генерал-майор Советской Армии, участник Великой Отечественной войны, Герой Советского Союза (1944).

## Биография
Борис Кандыбин родился 5 августа 1920 года в селе Айдар (ныне — Ровеньский район Белгородской области). После окончания школы фабрично-заводского ученичества работал слесарем на заводе в Ворошиловграде. В 1940 году Кандыбин был призван на службу в Рабоче-крестьянскую Красную Армию. В 1942 году он окончил Ворошиловградскую военную авиационную школу пилотов. С августа того же года — на фронтах Великой Отечественной войны.
К марту 1944 года старший лейтенант Борис Кандыбин командовал звеном 237-го штурмового авиаполка 305-й штурмовой авиадивизии 9-го смешанного авиакорпуса 17-й воздушной армии 3-го Украинского фронта. К тому времени он совершил 90 боевыхз вылетов на штурмовку скоплений боевой техники и живой силы противника, нанеся тому большие потери. Лично уничтожил 15 танков, 86 автомашин, 2 склада, 9 дзотов, сбил 1 вражеский транспортный самолёт.
Указом Президиума Верховного Совета СССР от 19 августа 1944 года старший лейтенант Борис Кандыбин был удостоен высокого звания Героя Советского Союза с вручением ордена Ленина и медали «Золотая Звезда».
После окончания войны Кандыбин продолжил службу в Советской Армии. Участвовал в Параде Победы. В 1951 году он окончил Военно-воздушную академию, в 1959 году — Военную академию Генерального штаба. В 1979 году в звании генерал-майора Кандыбин был уволен в запас. Проживал в Москве. Скончался 28 сентября 1993 года.
Был также награждён двумя орденами Красного Знамени, орденами Александра Невского, Отечественной войны 1-й и 2-й степеней, двумя орденами Красной Звезды, орденом «За службу Родине в ВС СССР» 3-й степени, рядом медалей.

## Память
В честь Кандыбина названа школа в его родном селе.